# Fédération asiatique de hockey
La Fédération asiatique de hockey est l'organisme qui regroupe les fédérations de hockey sur gazon du continent asiatique.
Elle est fondée le 25 janvier 1962 à New Delhi.

## Pays membres
33 nations sont membres de la Fédération asiatique de hockey.
- Afghanistan
- Arabie saoudite
- Bangladesh
- Brunei
- Cambodge
- Corée du Nord
- Corée du Sud
- Chine
- Émirats arabes unis
- Hong Kong
- Inde
- Indonésie
- Iran
- Japon
- Kazakhstan
- Macao
- Malaisie
- Mongolie
- Birmanie
- Népal
- Oman
- Ouzbékistan
- Pakistan
- Philippines
- Qatar
- Singapour
- Sri Lanka
- Tadjikistan
- Taipei chinois
- Thaïlande
- Timor oriental
- Turkménistan
- Viêt Nam

## Compétitions
- Coupe d'Asie masculine de hockey sur gazon
- Coupe d'Asie féminine de hockey sur gazon
- Coupe AHF masculine
- Coupe AHF féminine
- Champions Trophy d'Asie masculin
- Champions Trophy d'Asie féminin